# The Guardian (film)
The Guardian är en amerikansk långfilm från 2006 i regi av Andrew Davis med Kevin Costner och Ashton Kutcher.

## Handling
Ben Randall (Kevin Costner) är en ytbärgare i Kodiak, Alaska och är den bäste i USA:s kustbevakning. Efter ett räddningsuppdrag dör hans bästa vän och Ben tvingas att bli utbildare för ytbärgaraspiranter. Snart drabbar han samman med den stöddige simmarstjärnan Jake Fisher (Ashton Kutcher), som drivs av en mörk hemlighet och är mer intresserad av att slå Bens livräddningsrekord än att själv rädda liv. Men Ben ser samtidigt att Jake har vad som krävs för att bli den allra bäste.

## Om filmen

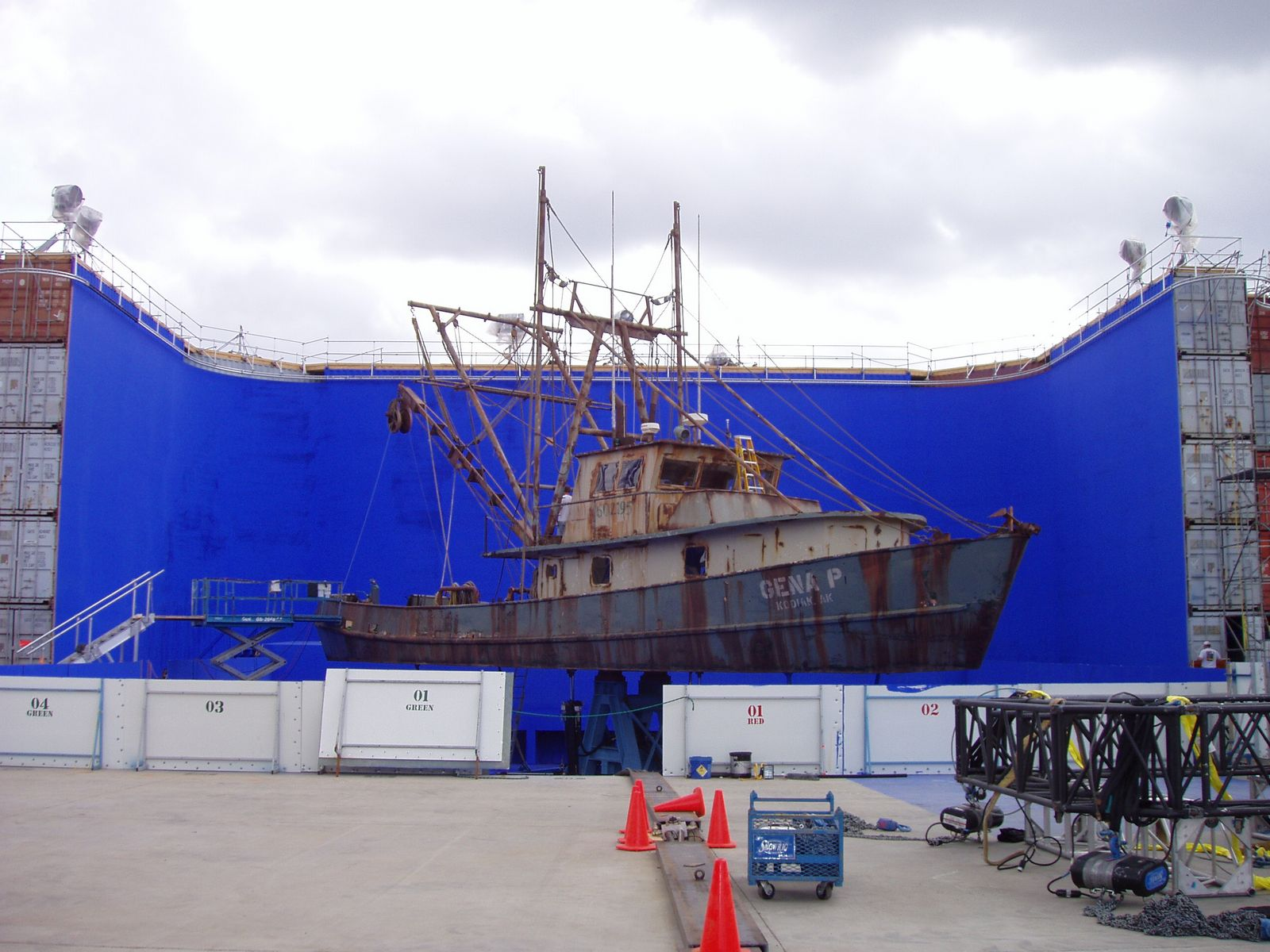
En båt som användes under inspelningen.

Filmen är regisserad av Andrew Davis som tidigare gjorde succéfilmerna Under belägring och Jagad. 
Filmens producenter fick tillgång till baser, materiel och personal från USA:s kustbevakning. Större delen av filmen planerades att spelas in i New Orleans under 2005, men på grund av orkanen Katrina kom större delen att spelas in i Shreveport, Louisiana.
Räddningsscenerna till havs är inspelade i bassäng med bluescreen.

## Rollista
| Kevin Costner      | – Ben Randall    |
| Ashton Kutcher     | – Jake Fisher    |
| Sela Ward          | – Helen Randall  |
| Melissa Sagemiller | – Emily Thomas   |
| Clancy Brown       | – William Hadley |